# Traudl Treichl
Traudl Treichl (ur. 12 marca 1950 w Lenggries) – niemiecka narciarka alpejska, srebrna medalistka mistrzostw świata.

## Kariera
W zawodach Pucharu Świata zadebiutowała 5 stycznia 1968 roku w Oberstaufen, zajmując 20. miejsce w gigancie. Pierwsze punkty (do sezonu 1977/1978 punkty zdobywało 10 najlepszych zawodniczek) wywalczyła 16 lutego 1969 roku w Wysokich Tatrach, gdzie zajęła dziesiąte miejsce w slalomie. Na podium zawodów tego cyklu pierwszy raz stanęła 21 stycznia 1973 roku w Les Contamines, kończąc rywalizację w gigancie na drugiej pozycji. W zawodach tych rozdzieliła Austriaczkę Monikę Kaserer i Marilyn Cochran z USA. W kolejnych startach jeszcze dwa razy stawała na podium: 11 lutego 1973 roku w Abetone była druga w gigancie, a 20 grudnia 1973 roku w Zell am See była trzecia w tej samej konkurencji. W sezonie 1973/1974 zajęła 14. miejsce w klasyfikacji generalnej, a w klasyfikacji giganta była piąta.
Wystartowała na igrzyskach olimpijskich w Sapporo w 1972 roku, gdzie była dziewiąta w gigancie, trzynasta w zjeździe, a slalomu nie ukończyła. Były to jej jedyne starty olimpijskie. Podczas rozgrywanych dwa lata później mistrzostw świata w Sankt Moritz wywalczyła srebrny medal w gigancie. Rozdzieliła tam dwie Francuzki: Fabienne Serrat i Jacqueline Rouvier.

## Osiągnięcia

### Igrzyska olimpijskie
| Miejsce | Dzień     | Rok  | Miejscowość | Konkurencja | Czas biegu | Strata | Zwyciężczyni       |
| ------- | --------- | ---- | ----------- | ----------- | ---------- | ------ | ------------------ |
| 13.     | 5 lutego  | 1972 | Sapporo     | Zjazd       | 1:36,68    | +3,94  | Marie-Theres Nadig |
| 9.      | 8 lutego  | 1972 | Sapporo     | Gigant      | 1:29,90    | +3,18  | Marie-Theres Nadig |
| DNF1    | 11 lutego | 1972 | Sapporo     | Slalom      | 1:31,24    | -      | Barbara Cochran    |

### Mistrzostwa świata
| Miejsce | Dzień     | Rok  | Miejscowość  | Konkurencja | Czas biegu | Strata | Zwyciężczyni          |
| ------- | --------- | ---- | ------------ | ----------- | ---------- | ------ | --------------------- |
| 19.     | 11 lutego | 1970 | Val Gardena  | Zjazd       | 1:58,34    | +6,27  | Annerösli Zryd        |
| DNF1    | 13 lutego | 1970 | Val Gardena  | Slalom      | 1:40,44    | -      | Ingrid Lafforgue      |
| DSQ     | 14 lutego | 1970 | Val Gardena  | Gigant      | 1:20,46    | -      | Betsy Clifford        |
| 13.     | 5 lutego  | 1972 | Sapporo      | Zjazd       | 1:36,68    | +3,94  | Marie-Theres Nadig    |
| 9.      | 8 lutego  | 1972 | Sapporo      | Gigant      | 1:29,90    | +3,18  | Marie-Theres Nadig    |
| DNF1    | 11 lutego | 1972 | Sapporo      | Slalom      | 1:31,24    | -      | Barbara Cochran       |
| 2.      | 3 lutego  | 1974 | Sankt Moritz | Gigant      | 1:43,18    | +0,54  | Fabienne Serrat       |
| 38.     | 7 lutego  | 1974 | Sankt Moritz | Zjazd       | 1:50,84    | +9,02  | Annemarie Moser-Pröll |
| DNF2    | 8 lutego  | 1974 | Sankt Moritz | Slalom      | 1:34,63    | -      | Hanni Wenzel          |

### Puchar Świata

#### Miejsca w klasyfikacji generalnej
- sezon 1968/1969: 37.
- sezon 1969/1970: 35.
- sezon 1970/1971: 35.
- sezon 1971/1972: 21.
- sezon 1972/1973: 14.
- sezon 1973/1974: 12.
- sezon 1974/1975: 23.

#### Miejsca na podium
1. Les Contamines – 21 stycznia 1973 (gigant) – 2. miejsce
2. Abetone – 11 lutego 1973 (gigant) – 2. miejsce
3. Zell am See – 20 grudnia 1973 (gigant) – 3. miejsce